# Babylone (symbole)
Pour les articles homonymes, voir Babylone (homonymie).
Babylone était une ville antique de Mésopotamie (l'actuel Irak). Une forte valeur symbolique a été attachée à cette grande capitale au fil des temps.
La Bible, qui en fait le symbole de la corruption et de la décadence, en transmet le souvenir et le prestige qui survécurent à sa chute.
Caractérisée par l'orgueil dans l'ancienne alliance, l'Apocalypse en fait la représentation de la fausse religion, alliée au pouvoir temporel.

## Babylone dans la Bible

### Bible hébraïque

La tour de Babel vue par Pieter Brueghel l'Ancien au XVIe siècle.

Dans la Bible, la première Babylone, capitale de l'empire, montre la puissance du monde sur les hommes.
Déjà, la Genèse y  situe la tour de Babel, symbole de l'orgueil humain.
Plus tard, le Livre d'Isaie décrit la chute d'un roi de Babylone, dont la tradition chrétienne fera Lucifer, stigmatisé lui aussi pour son orgueil :

« Et au jour où Yahweh te fera reposer de ton labeur, de tes anxiétés, et de la dure servitude qu’on t’avait imposée, tu entonneras cette satire : contre le roi de Babylone, et tu diras : Comment a fini le tyran, a cessé l’oppression ? »

— Esaïe 14.3

« Comment es-tu tombé du ciel, astre brillant, fils de l’aurore ? Comment es-tu renversé par terre, toi, le destructeur des nations ? »

— Esaïe 14.3
L'empire babylonien est également la tête en or du Livre de Daniel.
Dans la Bible hébraïque, Babylone est le symbole de l'orgueil des hommes, et des puissants du monde, présentée en opposition avec un Israël fidèle à Yawveh.

### Apocalypse

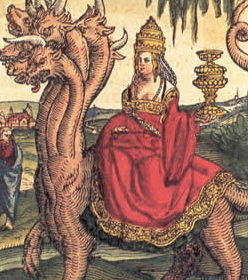
Grande prostituée chevauchant la bête à sept têtes.

Babylone représente symboliquement, dans le livre de l'Apocalypse, la société mercantile, décadente, déshumanisée et pervertie.
Le livre de l'Apocalypse de Jean (qui décrit les 4 bêtes), mis en parallèle avec le livre de Daniel (vision des 4 bêtes et royaumes de la statue), attribue à Babylone plus qu'une société, mais un réel pouvoir politique, qui dans la fin des temps, aura séduit « tous les rois de la terre » (Ap 18.3).
Elle est associée à la Grande prostituée, la fausse religion. C'est d'elle que proviennent les « mythes » par lesquels les peuples sont trompés et suivent les rois. Il est écrit :

« Sur son front était écrit un nom, un mystère : Babylone la grande, la mère des impudiques et des abominations de la terre »

— Apocalypse 17.5 Louis Segond
Le lien avec la ville semble aussi inscrit dans le texte :

« Et la femme que tu as vue, c’est la grande ville qui a la royauté sur les rois de la terre. »

— Apocalypse 17.18

### Interprétations chrétiennes
Babylone, chevauchant la bête à sept têtes (Ap 17.9) est traditionnellement considérée comme le symbole de Rome, la ville assise sur sept collines.
Comme dans l'Ancien Testament, elle est donc présentée en opposition avec Sion ou Zion, qui est Jérusalem ou la Jérusalem céleste. Pour Jean de Zébédée qui a écrit ce texte dans les années 70-80, alors qu'il avait été exilé par les romains dans l'île de Patmos, il est clair que c'est l'existence de l'Empire romain qui empêche l'établissement du « règne de Dieu ».
Pour le catholicisme, elle représente la Rome païenne des premiers siècles de l'ère chrétienne.
Les protestantismes y ont vu un symbole de l'Église catholique romaine. Les Témoins de Jéhovah, par extension, y voient une représentation de toutes les autres religions hormis la leur. Des Juifs messianiques et Chrétiens Sionistes y voient La Mecque, la ville assise sur sept montagnes (Apoc 17.9) dans un désert (Apoc 17.3) qui règne sur les rois de la terre (Apoc 17.18).

## Babylone chez Jacques Ellul
Reprenant le texte biblique, Jacques Ellul démontre dans Sans feu ni lieu : signification biblique de la Grande Ville que Babylone est le type de la ville, dans son essence : « C'est pour la ville que travaille le commerce, c'est dans la ville que se développe l'industrie, c'est pour elle que les flottes parcourent les mers, c'est là que s'épanouissent le luxe et la beauté, c'est là que s'élève la puissance. Tout y est à vendre, les corps et les âmes d'hommes […] Babylone, Venise, Paris, New York, même ville, une seule Babel, toujours renaissante, et pourtant dès l'origine frappée à mort... ». Par conséquent, d'après Ellul, c'est toute la ville (toutes les villes) qui porte la symbolique de Babylone, et c'est elle tout entière qui sera jugée lors du jugement dernier.

## Symbolique rastafari
Le mouvement rastafari identifie Babylone au monde occidental ; les rastafaris y voient une continuation directe du pouvoir de ces empires qui ont dominé le monde chacun à sa période. C'est la suite du combat entre Abel le nomade, et Caïn le sédentaire qui construit des villes pour se mettre à l'abri de la nature qui lui est hostile depuis qu'il a tué son frère.
Elle est le symbole du nouveau milieu que l'homme se construit pour se protéger de la nature, hostile depuis le meurtre d'Abel. Ce nouveau milieu est une tentative de l'Homme d'échapper à Dieu, mais devient le moyen de la puissance que l'homme exerce sur l'homme, une nouvelle forme d'oppression.
Les rastafaris eux-mêmes s'identifient aux descendants des tribus perdues d'Israël[réf. nécessaire], et l’Éthiopie est considérée comme la nouvelle Sion.
Le salut pour les Noirs consiste à sortir de Babylone : certains l'interprètent littéralement comme l'émigration vers l’Éthiopie, mais pour la plupart il s'agit simplement de retrouver son identité à travers les pratiques rastafariennes.

## Mouvements écologistes
Babylone sert enfin de référence symbolique à un grand nombre de militants écologistes et du mouvement de la décroissance. En 1969, dans son livre Le jardin de Babylone, Bernard Charbonneau affirme qu'une société qui n'a d'autre objectif que la croissance économique ne peut aller qu'à sa perte. En 2005, dans son film Alerte à Babylone, Jean Druon considère que les technologies telles que le nucléaire, les OGM et les nanotechnologies ne peuvent avoir que des conséquences négatives sur la santé et la vie en général.

## Culture contemporaine

### Rapports avec la culture musicale
Reggae
Babylone est un symbole omniprésent dans la culture rasta et le reggae. Rivers of Babylon, à l'origine un gospel chanté entre autres par Golden Gate Quartet puis une chanson reggae, devenue un tube grâce à sa reprise disco par Boney M..
Rap
Depuis quelques années, le symbole de Babylone tel qu'utilisé par les rastafaris est aussi utilisé par certains groupes de rap (Assassin, Keny Arkana, Sniper, Ministère des affaires populaires, Soprano, Népal, Ziak ou encore Lino). Là encore, Babylone symbolise le pouvoir corrompu, l'État, ou tout simplement le pouvoir.
Rock
Il est aussi utilisé depuis quelques années dans le metal comme avec le groupe Mass Hysteria (Je m'évade de Babylone), Lofofora, le groupe Babylon Pression, le groupe de metalcore militant Destroy Babylon, dans les groupes de rock anglais comme Cockney Rejects (Where the hell is Babylon, I just wanna go, Où diable est Babylone, je veux juste y aller) et The Ruts (Babylon's burning), mais aussi par les groupes Metallica dans la chanson Rebell of Babylon (« le rebelle de Babylone »), Iced Earth dans leur album Plagues of Babylon, mais également dans la chanson Beast and the Harlot d'Avenged Sevenfold. Le groupe Rainbow s'est aussi inspiré de Babylone pour leur morceau Gates of Babylon. Le groupe Mano Negra avec son album Casa Babylon ou encore le groupe 5 seconds of summer qui a écrit une chanson intitulée Babylon. Le chanteur britannique David Gray a également écrit une chanson intitulée Babylon, dans laquelle il relate la dispute d'un couple, où les protagonistes se sont chacun enfermés dans leur égo, menant à une incompréhension mutuelle.
Télévision
Dans la sitcom H, le Barbylone est le bar dans lequel travaille Sabri Saïd (Ramzy Bedia). Le nom du bar est un jeu de mots entre Babylone et bar.

### Forme argotique
Babylone est un nom donné par les jeunes Antillais aux personnels des forces de l'ordre (gendarmes ou policiers) et plus généralement à l'État. Également repris par les jeunes Réunionnais, ainsi que par les métropolitains pour les mêmes raisons.